# Amanda Nunes
Amanda Lourenço Nunes (ur. 30 maja 1988 w Salvadorze) – brazylijska zawodniczka mieszanych sztuk walki (MMA). Była mistrzyni Ultimate Fighting Championship w wadze piórkowej oraz w wadze koguciej. Pierwsza zawodniczka, która zdobyła dwa tytuły mistrzowskie w różnych kategoriach wagowych organizacji UFC.

## Wczesne życie
Urodziła się 30 maja 1988 roku w Pojuca, małym miasteczku na obrzeżach Salvadoru jako córka Ivete i Sindoval Nunes. Ma dwie starsze siostry, Valdirene i Vanessę. Po rozstaniu rodziców, gdy miała 4 lata, Nunes i jej siostry pozostały z matką. Aby utrzymać rodzinę jako samotny rodzic, pani Ivete sprzedawała hot-dogi, słodycze i produkty kosmetyczne obok swojej stałej pracy jako asystentka administracyjna w szkole. Według Nunes, jej ojciec początkowo nie pochwalał jej kariery zawodniczej z powodu tego, że jest kobietą, ale teraz ją wspiera.
Dorastając, Amanda była bardzo energicznym dzieckiem i często zachowywała się niewłaściwie lub wdawała się w bójki uliczne z innymi dziećmi. Kiedy wpadała w kłopoty, sąsiedzi zawsze dzwonili do jej matki, którą Nunes opisała jako kochającego, ale surowego rodzica. Ivete zachęciła swoją córkę do uprawiania sportu, jako sposobu na poradzenie sobie z nadmiarem energii.
Amanda początkowo aspirowała do zostania profesjonalną piłkarką, zaczynając już w szkole podstawowej jako zawodniczka lokalnej drużyny Pojuca, a później drużyny Salvador. W końcu dostała szansę, by spróbować swoich sił w klubie piłkarskim Vitória, ale matka zabroniła jej tego, ponieważ chciała, by skupiła się na nauce.

### Treningi sztuk walki
W rodzinie Amandy wujek José Silva był zawodnikiem Vale Tudo, a jej matka Ivete regularnie trenowała boks. Nunes po raz pierwszy zaangażowała się w walkę, gdy jej mama zapisała ją na zajęcia capoeiry, gdy miała pięć lat, po tym jak jej szkolny nauczyciel skarżył się, że Amanda jest zbyt nadpobudliwa w klasie. Naukę karate rozpoczęła jako siedmiolatka.

,,Moja mama uprawiała boks, a ja poszedłem w jej ślady i zacząłem trenować. Uwielbia walczyć. Mój wujek walczył w Vale Tudo, a moja mama nawet go zakorkowała w niektórych jego walkach. Zawsze powtarza: pierwsze uderzenie musi być twoje. Ona nie może cię dotknąć, zanim ty nie dotkniesz jej. Musisz ją zastraszyć” – Amanda Nunes

Kiedy miała szesnaście lat, zaczęła trenować brazylijskie jiu-jitsu, po tym jak jej siostra Vanessa zaprosiła ją do dojo. W tym czasie związała się również z boksem. Pomimo tego, że była jedyną kobietą na sali gimnastycznej, szybko zaczęła dominować swoich partnerów treningowych w sparingach, a ponieważ nie było tam już dla niej żadnych wyzwań, postanowiła w wieku siedemnastu lat przenieść się do Salvadoru. Tam zamieszkała z siostrą i trenowała w słynnej akademii Edsona Carvalho pod okiem jego brata, Ricardo Carvalho. Po pewnym czasie rozpoczęła treningi judo.
Ponieważ mieszkanie jej siostry znajdowało się zbyt daleko od siłowni, po pewnym czasie Amanda zdecydowała się przyjąć propozycję trenera, aby zamieszkać na siłowni. Chociaż nie była jedyną uczennicą, która mieszkała w sali gimnastycznej Carvalho, była jedyną dziewczyną – a ponieważ logo akademii to dwa lwy, jej trener i inni uczniowie zaczęli nazywać ją „Leoa” (lwica w języku portugalskim), przezwisko, które nosi do dziś.

„Spałam na macie, obudziłam się około 4:30 rano, żeby posprzątać z trenerem całą siłownię. W siłowni mieszkali też inni sportowcy, ale byłam tam tylko ja, jako kobieta. Obudziliśmy się bardzo wcześnie, aby wyjść czyściutko z siłowni na pierwsze zajęcia jiu-jitsu, które rozpoczęły się o 6 rano. Kiedyś tam mieszkałam, więc dlaczego nie pomóc trenerowi? To także część życia sportowca. Dziś, kiedy patrzę wstecz, myślę, że warto było przez to wszystko przejść. Bardzo podobało mi się mieszkanie w siłowni, ponieważ była ona skierowana w stronę Porto da Barra, w stronę morza, więc trenowałam, brałam prysznic, szłam na spacer nad brzegiem morza, zostawałam tam. To było dla mnie idealne rozwiązanie”- Amanda Nunes

Nunes szybko zaczęła startować w turniejach BJJ. Do jej największych osiągnięć w tym sporcie należy złoty medal na Pan American Jiu-Jitsu Championship w 2008 roku jako niebieski pas, złoty medal na World Jiu-Jitsu Championship w 2009 roku jako purpurowy pas oraz zostanie mistrzynią świata North American Grappling Association (NAGA) w dywizji lekkiej i absolutnej w 2012 roku. Obecnie posiada czarny pas w BJJ oraz brązowy pas w judo.
Nunes rozpoczęła treningi MMA w 2007 roku w gymie Edsona Carvalho. Po przeprowadzce do USA, mieszkała w New Jersey i trenowała w AMA Fight Club, a następnie przeniosła się do Miami, gdzie trenowała w MMA Masters. Obecnie trenuje w American Top Team w Coconut Creek na Florydzie.

## Kariera MMA

### Przed UFC
W MMA zadebiutowała 8 marca 2008 przegrywając z Aną Marią przez poddanie. W latach 2011–2013 toczyła pojedynki dla organizacji Strikeforce oraz Invicta Fighting Championships przegrywając m.in. z Alexis Davis. 

### UFC
W sierpniu 2013 zadebiutowała w UFC, nokautując Niemkę Sheilę Gaff w 1. rundzie. W kolejnych latach zanotowała bilans czterech zwycięstw (m.in. nad Sarą McMann) oraz jednej porażki z Cat Zingano. Po zwycięstwie nad Walentiną Szewczenko, otrzymała szanse walki o mistrzostwo UFC wagi koguciej z mistrzynią Mieshą Tate. Do walki doszło 9 lipca 2016 na jubileuszowej gali UFC 200. Nunes niespodziewanie wygrała z Tate, przez poddanie (duszenie zza pleców) w 1. rundzie, wcześniej rozbijając mistrzynie celnymi ciosami.
30 grudnia 2016 na gali UFC 207 znokautowała pretendentkę do tytułu mistrzowskiego swojej wagi Rondę Rousey, tym samym po raz pierwszy obroniła pas mistrzowski wagi koguciej kobiet
9 września 2017 podczas UFC 215 obroniła drugi raz tytuł wagi koguciej wypunktowując w rewanżu Kirgizkę Walentinę Szewczenko. 
12 maja 2018 pokonała przez techniczny nokaut w piątej rundzie Raquel Pennington, broniąc tym samym po raz trzeci tytuł mistrzyni UFC.
29 grudnia 2018 podczas UFC 232 pokonała posiadaczkę pasa w wadze piórkowej rodaczkę Cristiane Justino przez nokaut w 51 sekundzie pojedynku, zostając mistrzynią wagi piórkowej oraz zarazem pierwszą w historii mistrzynią UFC w dwóch kategoriach wagowych.
Oczekiwano, że obroni tytuł wagi koguciej 7 sierpnia 2021 roku na gali UFC 265 przeciwko Juliannie Penie. Nunes uzyskała pozytywny wynik testu na COVID-19 29 lipca i walka została odwołana. Po pewnym czasie przełożono ją  i ostatecznie odbyła się na UFC 269 11 grudnia 2021. Po zdominowaniu pierwszej rundy, Nunes sensacyjnie została pokonana w drugiej rundzie przez duszenie zza pleców, tracąc tytuł mistrzowski w wadze koguciej.
31 lipca 2022 roku w starciu wieńczącym galę UFC 277 zrewanżowała się Juliannie Penie rozbijając Amerykankę na dystansie pięciu rund. Odzyskała tym samym pas mistrzowski kobiet UFC w wadze koguciej. 
10 czerwca 2023 na UFC 289 pokonała jednogłośną decyzją sędziów Meksykankę, Irene Aldanę. Po walce ogłosiła zakończenie kariery sportowej.

## Osiągnięcia

### Mieszane sztuki walki
- 2022-2023: mistrzyni UFC w wadze koguciej

- 2016-2021: mistrzyni UFC w wadze koguciej
- 2018-2023: mistrzyni UFC w wadze piórkowej
- Pierwsza kobieta w historii UFC, która zdobyła dwa tytuły (w wadze koguciej i piórkowej) i broniła je jednocześnie
- Najdłuższy dotychczasowy łączny czas posiadania tytułów mistrzowski UFC
- Najwięcej zwycięstw w historii UFC wśród kobiet

## Lista zawodowych walk w MMA
| Wynik     | Bilans | Przeciwnik (bilans przed walką) | Rozstrzygnięcie                           | Runda | Czas | Rozgrywki                                  | Data       | Miejsce        | Uwagi                                                                                         |
| --------- | ------ | ------------------------------- | ----------------------------------------- | ----- | ---- | ------------------------------------------ | ---------- | -------------- | --------------------------------------------------------------------------------------------- |
| Wygrana   | 23-5   | Irene Aldana (14-6)             | Decyzja (jednogłośna)                     | 5     | 5:00 | UFC 289                                    | 10.06.2023 | Vancouver      | Obroniła pas mistrzowski kobiet UFC w wadze koguciej. Main Event                              |
| Wygrana   | 22-5   | Julianna Peña (11-4)            | Decyzja (jednogłośna)                     | 5     | 5:00 | UFC 277                                    | 30.07.2022 | Dallas         | Zdobyła pas mistrzowski kobiet UFC w wadze koguciej. Main Event                               |
| Przegrana | 21-5   | Julianna Peña (10-4)            | Poddanie (duszenie zza pleców)            | 3     | 3:26 | UFC 269                                    | 11.12.2021 | Las Vegas      | Straciła pas mistrzowski kobiet UFC w wadze koguciej. Co-Main Event                           |
| Wygrana   | 21-4   | Megan Anderson (10-4)           | Poddanie (duszenie zza pleców)            | 1     | 2:03 | UFC 259                                    | 06.03.2021 | Las Vegas      | Obroniła pas mistrzowski kobiet UFC w wadze piórkowej. Co-Main Event                          |
| Wygrana   | 20-4   | Felicia Spencer (8-1)           | Decyzja (jednogłośna)                     | 5     | 5:00 | UFC 250                                    | 06.06.2020 | Las Vegas      | Obroniła pas mistrzowski kobiet UFC w wadze piórkowej. Main Event                             |
| Wygrana   | 19-4   | Germaine de Randamie (9-3)      | Decyzja (jednogłośna)                     | 5     | 5:00 | UFC 245                                    | 14.12.2019 | Las Vegas      | Obroniła pas mistrzowski kobiet UFC w wadze koguciej                                          |
| Wygrana   | 18-4   | Holly Holm (12-4)               | TKO (kopnięcia i ciosy)                   | 1     | 4:10 | UFC 239                                    | 06.06.2019 | Las Vegas      | Obroniła pas mistrzowski kobiet UFC w wadze koguciej. Bonus za występ wieczoru. Co-Main Event |
| Wygrana   | 17-4   | Cristiane Santos (20-1)         | KO (prawy sierpowy)                       | 1     | 0:51 | UFC 232                                    | 29.12.2018 | Inglewood      | Zdobyła pas mistrzowski kobiet UFC w wadze piórkowej. Bonus za występ wieczoru. Co-Main Event |
| Wygrana   | 16-4   | Raquel Pennington (9-5)         | TKO (ciosy pięściami w parterze)          | 5     | 2:36 | UFC 224                                    | 12.05.2018 | Rio de Janeiro | Obroniła pas mistrzowski kobiet UFC w wadze koguciej. Main Event                              |
| Wygrana   | 15-4   | Walentina Szewczenko (14-2)     | Decyzja (niejednogłośna)                  | 5     | 5:00 | UFC 215                                    | 09.09.2017 | Edmonton       | Obroniła pas mistrzowski kobiet UFC w wadze koguciej. Main Event                              |
| Wygrana   | 14-4   | Ronda Rousey (12-1)             | TKO (ciosy pięściami)                     | 1     | 0:48 | UFC 207                                    | 30.10.2016 | Las Vegas      | Obroniła pas mistrzowski kobiet UFC w wadze koguciej. Bonus za występ wieczoru. Main Event    |
| Wygrana   | 13-4   | Miesha Tate (18-5)              | Poddanie (duszenie zza pleców)            | 1     | 3:16 | UFC 200                                    | 09.07.2016 | Las Vegas      | Zdobyła pas mistrzowski kobiet UFC w wadze koguciej. Bonus za występ wieczoru. Main Event     |
| Wygrana   | 12-4   | Walentina Szewczenko (12-1)     | Decyzja (jednogłośna)                     | 3     | 5:00 | UFC 196                                    | 05.05.2016 | Las Vegas      |                                                                                               |
| Wygrana   | 11-4   | Sara McMann (8-2)               | Poddanie (duszenie zza pleców)            | 1     | 2:53 | UFC Fight Night 73: Teixeira vs. St. Preux | 08.08.2015 | Nashville      | Bonus za występ wieczoru                                                                      |
| Wygrana   | 10-4   | Shayna Baszler (15-9)           | TKO (kopnięcie na nogę i ciosy pięściami) | 1     | 1:56 | UFC Fight Night 62: Maia vs. LaFlare       | 21.03.2015 | Rio de Janeiro |                                                                                               |
| Przegrana | 9-4    | Cat Zingano (8-0)               | TKO (łokcie i ciosy pięściami w parterze) | 3     | 1:21 | UFC 178                                    | 27.09.2014 | Las Vegas      |                                                                                               |
| Wygrana   | 9-3    | Germaine de Randamie (4-2)      | Decyzja (jednogłośna)                     | 1     | 3:56 | UFC: Fight for the Troops 3                | 06.11.2013 | Hopkinsville   |                                                                                               |
| Wygrana   | 8-3    | Sheila Gaff (10-5-1)            | TKO (łokcie)                              | 1     | 2:08 | UFC 163                                    | 03.08.2013 | Rio de Janeiro | Debiut w UFC                                                                                  |
| Przegrana | 7-3    | Sarah D’Alelio (6-3)            | Decyzja (jednogłośna)                     | 3     | 5:00 | Invista FC 4: Esparza vs. Hyatt            | 05.01.2013 | Kansas City    |                                                                                               |
| Wygrana   | 7-2    | Raquel Canuto (2-2)             | Poddanie (duszenie zza pleców)            | 1     | 2:24 | Invicta FC 2: Baszler vs. McMann           | 28.12.2012 | Kansas City    |                                                                                               |
| Przegrana | 6-2    | Alexis Davis (10-4)             | TKO (ciosy pięściamI)                     | 2     | 4:53 | Strikeforce: Barnett vs. Kharitonov        | 10.09.2011 | Cincinnati     | Debiut w wadze koguciej                                                                       |
| Wygrana   | 6-1    | Julia Budd (1-0)                | KO (lewy prosty i ciosy pięściamI)        | 1     | 0:14 | Strikeforce 13: Challengers                | 07.01.2011 | Nashville      |                                                                                               |
| Wygrana   | 5-1    | Ediane Gomes (5-0)              | TKO (ciosy pięściami)                     | 2     | 3:00 | Bitetti Combat 6                           | 25.02.2010 | Brasilia       |                                                                                               |
| Wygrana   | 4-1    | Vanessa Porto (10-3)            | TKO (przerwanie przez narożnik)           | 2     | 5:00 | Sumarai FC 2: Warrior’s Return             | 12.12.2009 | Kurytyba       | Co-Main Event                                                                                 |
| Wygrana   | 3-1    | Deise Lee Rocha (2-2)           | TKO (ciosy pięściami)                     | 1     | 1:08 | Sumarai FC 1                               | 12.09.2009 | Kurytyba       |                                                                                               |
| Wygrana   | 2-1    | Nadja (0-0)                     | TKO (ciosy pięściami)                     | 1     | 0:10 | Prime: MMA Championship 3                  | 01.07.2008 | Salvador       |                                                                                               |
| Wygrana   | 1-1    | Paty Barbosa (0-0)              | TKO (ciosy pięściami)                     | 1     | 0:11 | Demo Fight 3                               | 24.05.2008 | Salvador       |                                                                                               |
| Przegrana | 0-1    | Ana Maria (1-1)                 | Poddanie (dźwignia na staw łokciowy)      | 1     | 0:35 | Prime: MMA Championship 2                  | 08.03.2008 | Salvador       |                                                                                               |

## Życie prywatne
Jest pierwszą lesbijką, która została mistrzynią UFC. Jest żonata z inną zawodniczką UFC Niną Nunes (wcześniej Ansaroff), która walczy w wadze słomkowej. Swój sukces w UFC zawdzięcza właśnie ich związkowi. W dniu 24 września 2020 roku Nina Nunes urodziła pierwsze dziecko pary, córkę Raegan Ann Nunes.

### Aktorstwo
Nunes wystąpiła w filmie „Bruised” z Halle Berry w roli głównej.